# Tortopsis canum
Tortopsis canum is een haft uit de familie Polymitarcyidae. De wetenschappelijke naam van de soort is voor het eerst geldig gepubliceerd in 2011 door Gonçalves, Da Silva & Nessimian.
De soort komt voor in het Neotropisch gebied.